# Siv Larsson (friidrottare)
Siv Larsson, född 23 oktober 1939, är en svensk före detta friidrottare (långdistanslöpning). Hon tävlade för klubben IFK Umeå.